# Broletto (Novara)
Il Broletto di Novara è un complesso architettonico medioevale costituito da quattro edifici storici sorti in epoche diverse, con stili artistici differenti e non coerenti tra loro, disposti a quadrilatero attorno ad un cortile (o "Arengo") centrale. Si trova nel centro della città a pochi passi dal Duomo, vi si accede tramite un passaggio ad arco da Piazza della Repubblica (a sud) ed un secondo arco da Corso Italia (a nord).

## Storia

### XII-XIII secolo
Il Broletto era originariamente una corte recintata nel cuore della città, dove avevano luogo i commerci e diverse attività pubbliche. L'edificazione degli edifici adibiti alle assemblee e all'amministrazione della giustizia si fa risalire al periodo immediatamente successivo la Pace di Costanza (1183), come avvenne in diverse città lombarde. Non si conosce la data esatta di costruzione, tuttavia i primi accenni al complesso nei documenti storici risalgono al 1208, nelle espressioni in broreto comunis novarie e sub palacio comunis. Gli scavi effettuati in occasione dei restauri novecenteschi hanno inoltre confermato che fu realizzato su edifici preesistenti, testimoniati dal ritrovamento di tratti di muro e pavimenti a mosaico risalenti al periodo romano.

### XVI-XIX secolo
Dalla metà del XVI secolo l'incuria portò il complesso ad un progressivo degrado. Solo nel XIX secolo ebbero luogo i primi timidi interventi di recupero.

### XX secolo
Sul finire degli anni '20 del XX secolo fu intrapresa in Novara un'opera di restauro di diverse aree, al fine di riportare l'aspetto originario. In tale contesto l'architetto Giovanni Lazanio si occupò del restauro del Broletto, che nei secoli precedenti era stato oggetto di diversi interventi degradanti, soprattutto durante il XIX ad opera degli ingegneri Luigi Orelli e Stefano Ignazio Melchioni: furono riaperte le monofore del Palazzo del Podestà, le trifore del salone dell'Arengo e i portici del cortile che erano stati murati. Furono poi ricostruiti il pozzo e lo scalone esterno che porta all'Arengo, demoliti nel XVIII secolo, e liberato il cortile dagli elementi estranei, tra cui un grande vespasiano e l'edicola dei giornali.

### XXI secolo
Il complesso del Broletto è stato riaperto al pubblico nel marzo 2011 in occasione dei festeggiamenti per il 150º anniversario dell'Unità d'Italia, al termine di un restauro durato oltre due anni.
Il complesso oggi ospita una Galleria d'Arte moderna e vi si tengono mostre ed esposizioni temporanee, nel periodo estivo il cinema all'aperto.

## Descrizione
Sul lato nord si trova il Palazzo del Comune (o Palazzo dell'Arengo), il più antico del complesso, risalente al XII secolo. Presenta il piano terra porticato con archi a tutto sesto, sotto il quale, nel medioevo, erano disposti i banchi dei consoli di giustizia, incaricati di giudicare le cause civili e la giurisdizione volontaria, mentre al piano superiore si trova un ampio salone che veniva usato per le assemblee pubbliche.
Sulla facciata sono quattro trifore e i resti di un fregio pittorico risalente fra il 1230 e il 1260, rappresentante stemmi e scene di episodi cavallereschi.
La scala coperta (Arengaria) situata all'angolo nord-ovest, oggi chiusa, è una ricostruzione della prima metà del XX secolo.
Di poco posteriore è il Palazzo dei Paratici (corporazioni artigiane), situato sul lato est, risalente al XII-XIII secolo, ma ampliato nel corso del XVIII secolo, con un semplice ma elegante portico con loggia.
Sul lato sud sorge il Palazzo del Podestà, costruito tra la fine del XIV secolo e l'inizio del XV secolo, riconoscibile dal porticato ad archi ogivali sovrastato da cinque monofore con decorazioni in cotto ed affreschi del XV secolo.
Dello stesso periodo è il Palazzo dei Referendari, sul lato ovest, che presenta decorazioni in cotto alle finestre del piano superiore ed è l'unico dei quattro edifici privo di porticato aperto sul cortile.

## Galleria d'Arte Moderna
All'interno del complesso architettonico è ospitata la Galleria d'Arte Moderna "Paolo e Adele Giannoni", che raccoglie oltre 800 opere pittoriche italiane del XIX e XX secolo, esposte in 13 diverse sale. Fu donata al comune di Novara negli anni '30 del Novecento da Alfredo Giannoni ed è stata chiusa al pubblico dal 1986 fino alla riapertura nel marzo 2011, in occasione dei 150 anni dell'Unità d'Italia.
Prima dei recenti restauri il Broletto ospitava anche i "musei civici" della città, costituiti da una sezione archeologica ed una storico-artistica: la prima raccoglieva reperti risalenti al periodo compreso tra il neolitico e l'epoca Longobarda rinvenuti in territorio novarese, mentre la seconda conservava le più significative opere artistiche prodotte nel territorio durante il periodo compreso tra il XIII ed il XX secolo. Queste collezioni dovrebbero prossimamente essere ospitate presso il castello di Novara al termine dei lavori di restauro attualmente in corso.

## Galleria d'immagini

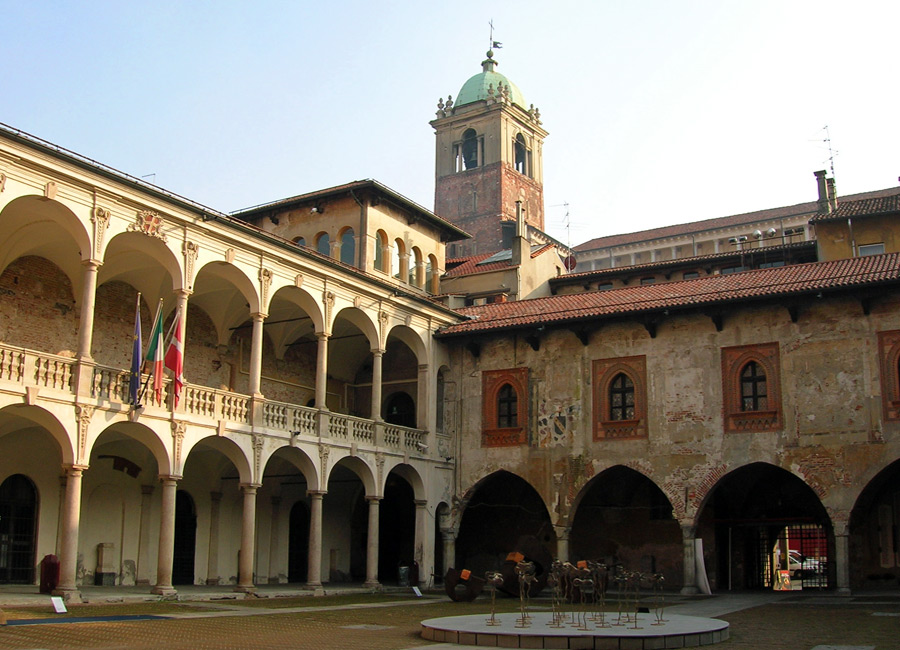
Palazzo dei Paratici (sinistra) e Palazzo del Podestà, prima del restauro
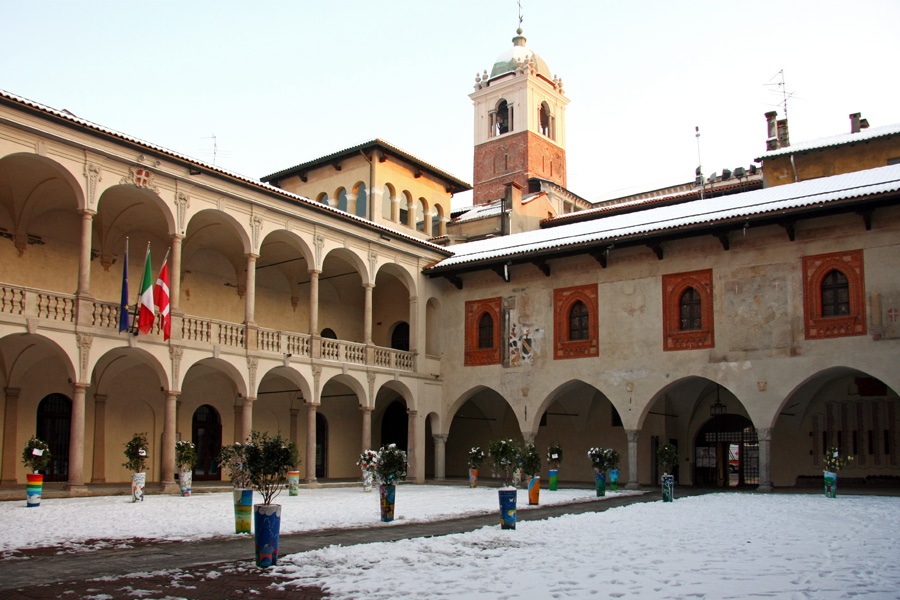
Palazzo dei Paratici e Palazzo del Podestà, dopo il restauro
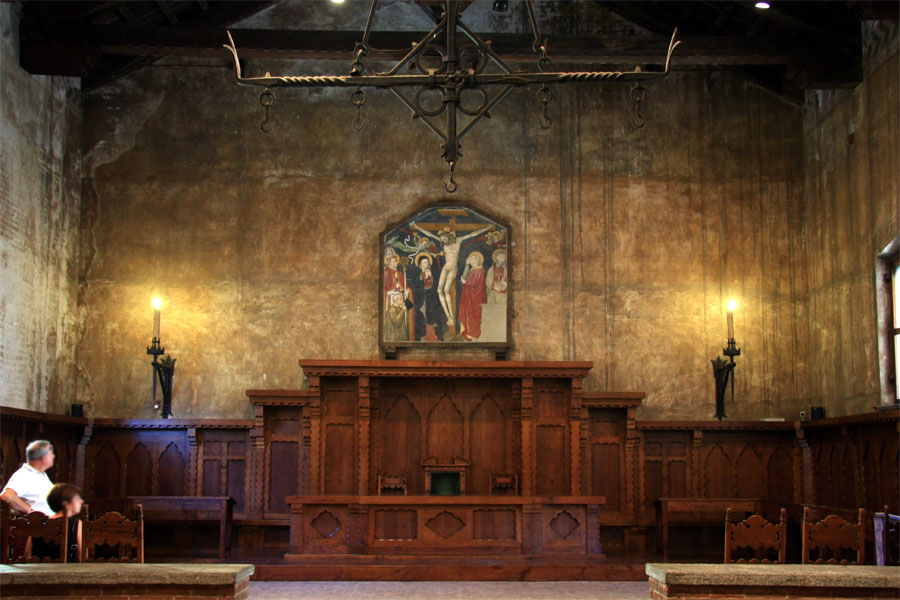
Interno del Palazzo del Comune
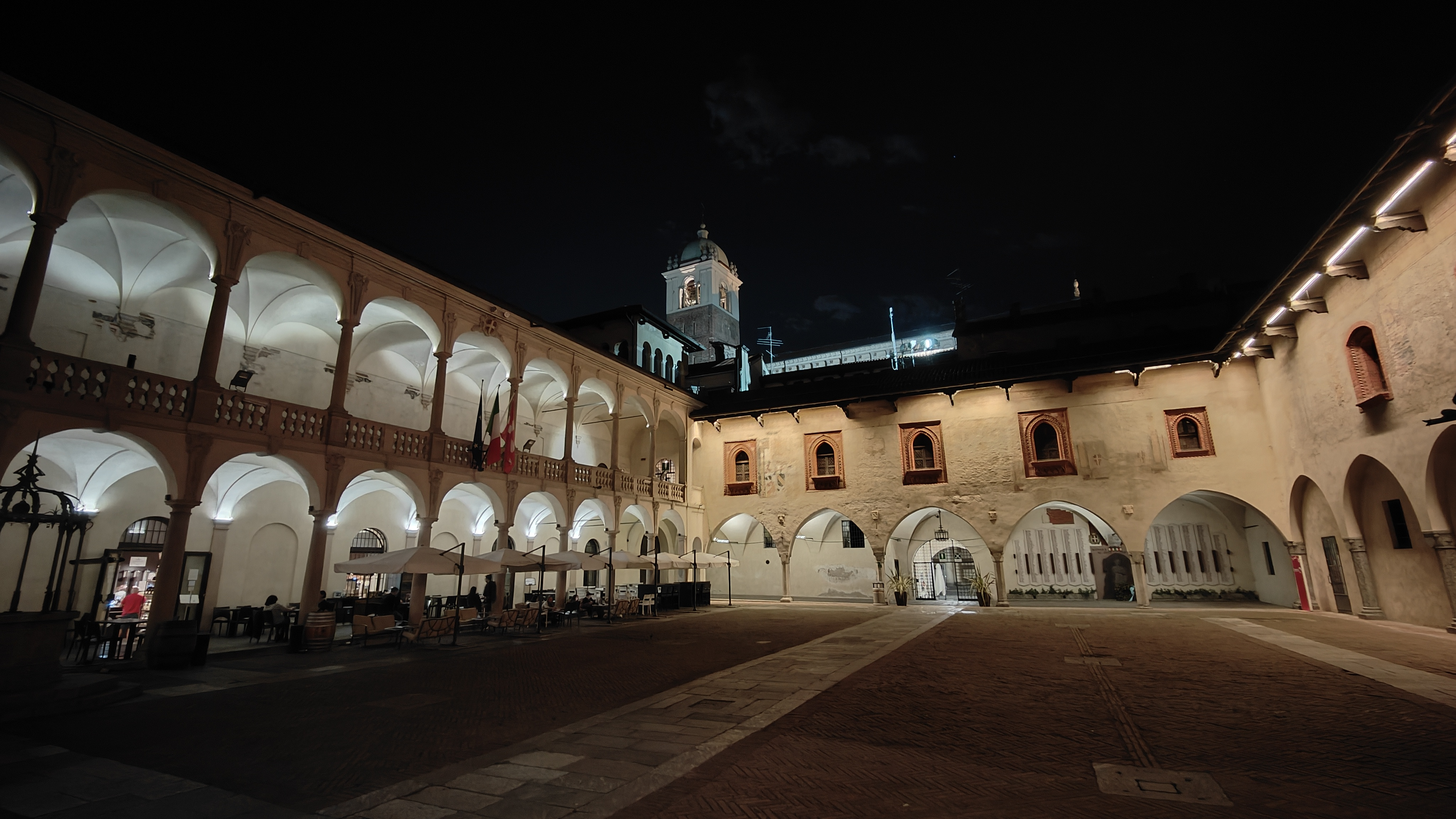
Cortile di notte (maggio 2022)
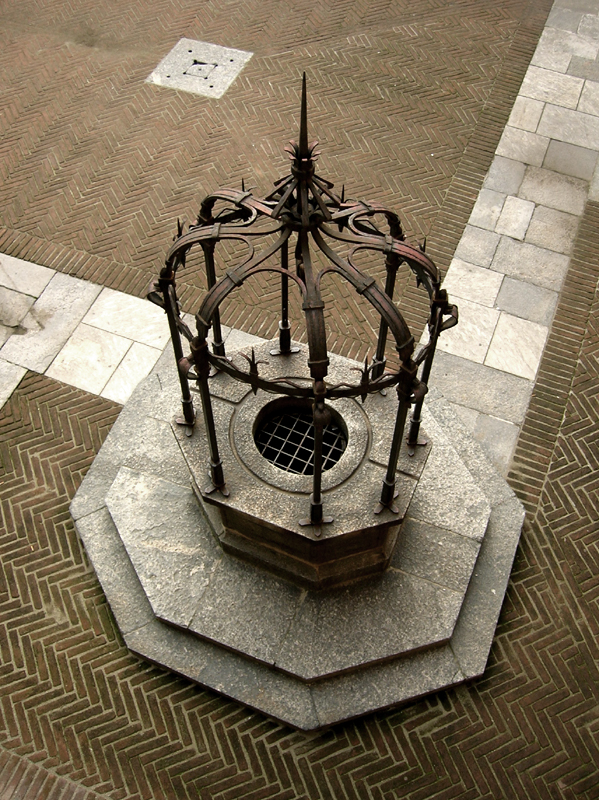
Pozzo situato all'angolo nord-est del cortile
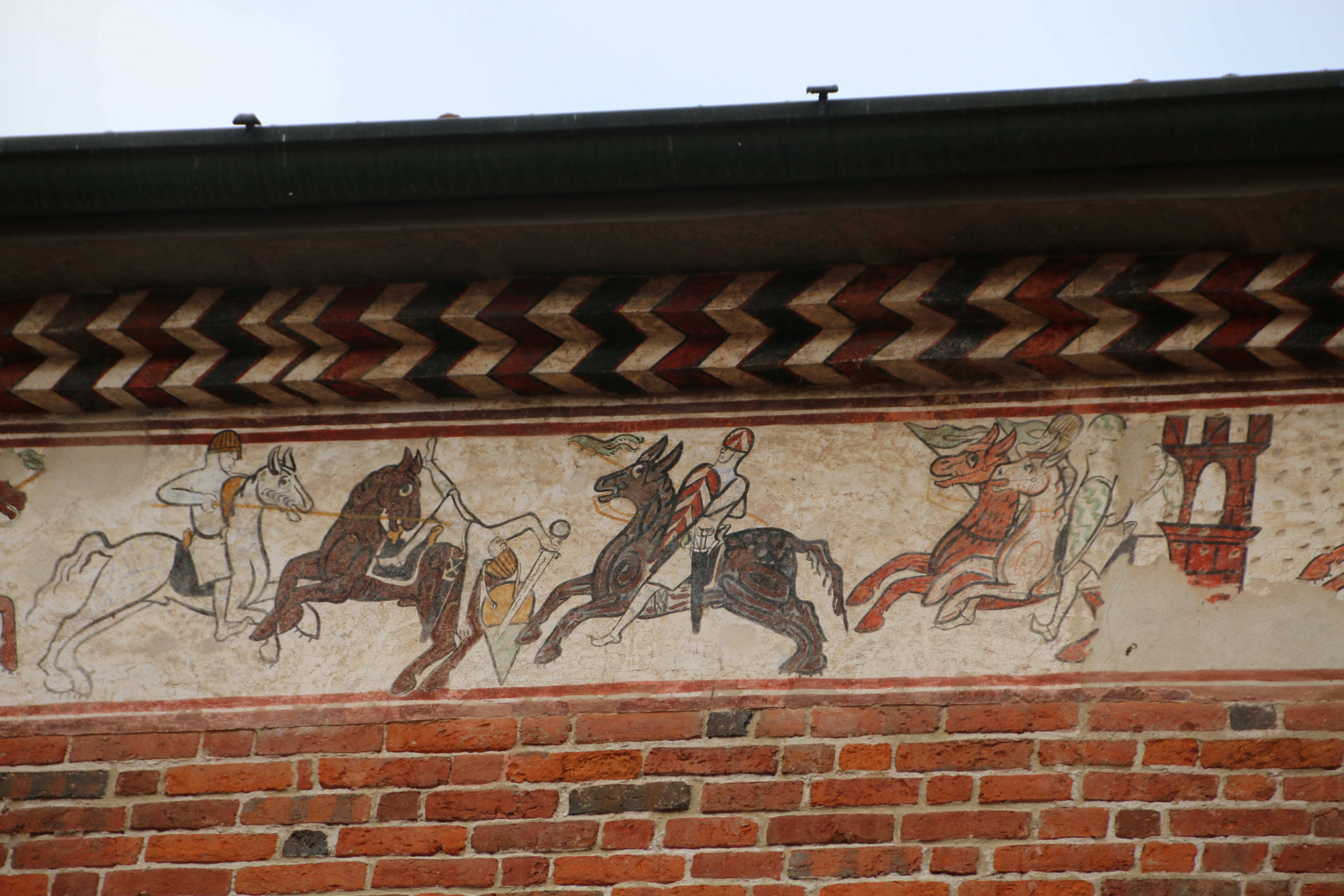
Dettaglio del fregio duecentesco
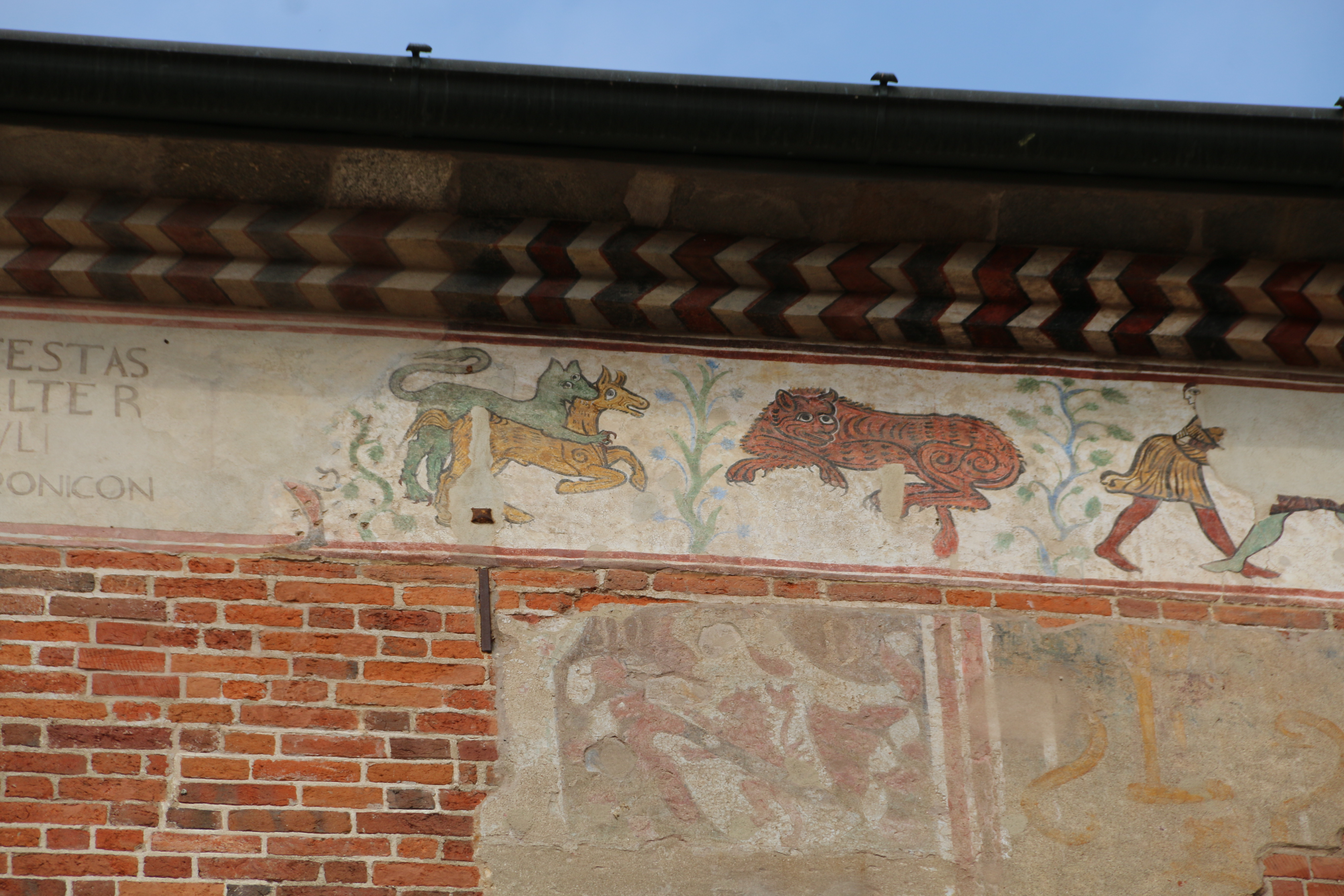
Dettaglio del fregio duecentesco